# Сетцу
Сетцу (італ. Setzu, сард. Setzu) — муніципалітет в Італії, у регіоні Сардинія,  провінція Медіо-Кампідано.
Сетцу розташоване на відстані близько 390 км на південний захід від Рима, 60 км на північ від Кальярі, 17 км на північ від Санлурі, 35 км на північний схід від Віллачідро.
Населення — 141 особа (2014).
Покровитель — San Leonardo.

## Демографія
Населення за роками:

Станом на 1 січня 2023 року в муніципалітеті офіційно проживали 2 іноземці з 2 країн.

## Сусідні муніципалітети
- Дженоні
- Дженурі
- Джестурі
- Туїлі
- Туррі